# Каменский (Белгородская область)
Каменский  — хутор в Cмородинском сельском поселении Яковлевского района Белгородской области России.

## География
Расположен южнее административного центра — села Смородино и граничит с ним. Южнее хутора находится урочище Жерновец, восточнее — урочище Плотавец.
Через Каменский проходит просёлочная дорога, вдоль которой расположены дома жителей.

## Население
| 2002 | 2010 |
| ---- | ---- |
| 45   | ↗57  |